# Carduus
Carduus és un gènere de plantes angiospermes de la família de les asteràcies (Asteraceae). Són plantes natives de les zones temprades i subtropicals d'Europa, Àsia i el nord d'Àfrica.
El nom Carduus és el nom llatí del card. Són molt semblants als cards dels gèneres Silybum i Onopordum. Les fulles de Carduus són una font d'aliment de les erugues d'algunes papallones, com la papallona dels cards, la Myelois circumvoluta i la Coleophora therinella.

## Descripció
Són plantes herbàcies anuals, biennals o perennes, les tiges són erectes i espinoses. Les fulles són dentades, pinnatisectes i rarament enteres, habitualment tenen espines. Les flors es troben agrupades en capítols pedunculats, el seu involucre acostuma a estar format per moltes fileres de bràctees acabades amb una espina. Les flors són tubulars i filiformes, acostumen a ser de color porpra, però també poden ser roses o blanques. El fruit és un aqueni amb papus.

## Taxonomia
Aquest gènere va ser publicat per primer cop l'any 1753 al segon volum de l'obra Species Plantarum del botànic suec Carl von Linné (1707-1778).

### Espècies
Dins del gènere Carduus es reconeixen les 81 espècies següents:
- Carduus acanthocephalus C.A.Mey.
- Carduus acanthoides L.
- Carduus acicularis Bertol.
- Carduus adpressus C.A.Mey.
- Carduus affinis Guss.
- Carduus amanus Rech.f.
- Carduus angusticeps H.Lindb.
- Carduus argentatus L.
- Carduus argyroa Biv.
- Carduus asturicus Franco
- Carduus aurosicus Vill.
- Carduus baeocephalus Webb
- Carduus ballii Hook.f.
- Carduus bourgaei Kazmi
- Carduus bourgeanus Boiss. & Reut.
- Carduus broteroi Welw. ex Cout.
- Carduus budaianus Jáv.
- Carduus candicans Waldst. & Kit.
- Carduus carduelis (L.) Gren.
- Carduus carlinoides Gouan
- Carduus carpetanus Boiss. & Reut.
- Carduus cephalanthus Viv.
- Carduus chevallieri Barratte ex Chevall.
- Carduus chrysacanthus Ten.
- Carduus clavulatus Link
- Carduus collinus Waldst. & Kit.
- Carduus corymbosus Ten.
- Carduus crispus L.
- Carduus dahuricus (Arènes) Kazmi
- Carduus defloratus L.
- Carduus edelbergii Rech.f.
- Carduus fasciculiflorus Viv.
- Carduus fissurae Nyár.
- Carduus getulus Pomel
- Carduus hamulosus Ehrh.
- Carduus hazslinszkyanus Budai
- Carduus hohenackeri Kazmi
- Carduus ibicensis (Devesa & Talavera) Rosselló & N.Torres
- Carduus kerneri Simonk.
- Carduus kirghisicus Sultanova
- Carduus kumaunensis (Arènes) Kazmi
- Carduus lanuginosus Willd.
- Carduus leptocladus Durieu
- Carduus litigiosus Nocca & Balb.
- Carduus lobulatus Borbás
- Carduus lusitanicus Rouy
- Carduus macrocephalus Desf.
- Carduus malyi Greuter
- Carduus maroccanus (Arènes) Kazmi
- Carduus martinezii Pau
- Carduus membranaceus Lojac.
- Carduus meonanthus Hoffmanns. & Link
- Carduus modestii Tamamsch.
- Carduus myriacanthus Salzm. ex DC.
- Carduus nawaschini Bordz.
- Carduus nervosus K.Koch
- Carduus nigrescens Vill.
- Carduus numidicus Coss. & Durieu
- Carduus nutans L.
- Carduus olympicus Boiss.
- Carduus onopordioides Fisch. ex M.Bieb.
- Carduus peisonis Teyber
- Carduus personata (L.) Jacq.
- Carduus poliochrus Trautv.
- Carduus pumilus D.Don
- Carduus pycnocephalus L.
- Carduus quercifolius F.K.Mey.
- Carduus ramosissimus Pančić
- Carduus rechingerianus Kazmi
- Carduus rivasgodayanus Devesa & Talavera
- Carduus santacreui (Devesa & Talavera) Devesa
- Carduus seminudus M.Bieb.
- Carduus solteszii Budai
- Carduus spachianus Durieu
- Carduus squarrosus DC. ex Lowe
- Carduus tenuiflorus Curtis
- Carduus thracicus (Velen.) Hayek
- Carduus tmoleus Boiss.
- Carduus transcaspicus Gand.
- Carduus uncinatus M.Bieb.
- Carduus volutarioides Reyes-Bet.

### Híbrids
S'han descrit els següents híbrids naturals:
- Carduus × aragonensis Devesa & Talavera
- Carduus × arvaticus Font Quer & Rothm.
- Carduus × atacinus (Arènes) B.Bock
- Carduus × axillaris Gaudin
- Carduus × bergadensis Sennen
- Carduus × brunneri Döll
- Carduus × camplonensis Devesa & Talavera
- Carduus × cantabricus Devesa & Talavera
- Carduus × estivali Arènes
- Carduus × fallax Borbás
- Carduus × gillotii Rouy
- Carduus × grassensis Briq. & Cavill.
- Carduus × grenieri Sch.Bip. ex Nyman
- Carduus × intercedens Hausskn.
- Carduus × ipe  Boros
- Carduus × jordanii Arènes
- Carduus × leptocephalus Peterm.
- Carduus × meratii Arènes
- Carduus × mixtus Corb.
- Carduus × montis-majoris Teyber
- Carduus × moritzii Brügger
- Carduus × naegelii Brügger
- Carduus × orthocephalus Wallr.
- Carduus × puechii H.J.Coste
- Carduus × pycnocephaloformis Arènes
- Carduus × schulzeanus Ruhmer
- Carduus × sepincola Hausskn.
- Carduus × septentrionalis Devesa & Talavera
- Carduus × stangii H.Buek
- Carduus × theriotii Rouy
- Carduus × turocensis Margittai
- Carduus × veronensis Arènes
- Carduus × vigoi Mateo
- Carduus × weizensis Hayek

### Sinònims
Els següents noms científics són sinònims de Carduus:
- Sinònims homotípics

- Onopyxus Bubani

- Sinònims heterotípics

- Clavena DC.
- Clomium Adans.
- Orthocentron Cass.
- Polycantha Hill
- Pternix Hill